# 위키프레스
위키프레스는 대한민국의 인터넷 신문이다. '위키는 민주주의다'를 모토로 한다.

## 역사
《위키프레스》는 2011년 6월 1일 창간되었다.